# Schwassmann-Wachmann 1
Schwassmann-Wachmann 1 eller 29P/Schwassmann-Wachmann är en periodisk komet upptäckt 15 november 1927 av Friedrich Karl Arnold Schwassmann och Arno Arthur Wachmann. Kometen blev efter upptäckten allt svagare.
1932 hittade Karl Wilhelm Reinmuth kometen på fotografiska plåtar tagna redan 1902.
Kometen får i genomsnitt 7,3 utbrott om året. Vid dessa utbrott blir kometen mycket ljusare, från magnitud +17-19 till +13 och i enstaka fall +10.
Omloppsbanan är nästan cirkulär, vilket är ovanligt för kometer. Omloppsbana har flera gånger ändrats på grund av nära kontakt med Jupiter. När den upptäcktes var omloppstiden över 16 år mot dagens 14,65 år. Vid en ny närkontakt år 2037 kommer omloppstiden att öka till nästan 16 år.